# Marcopolo (Satellit)
Die Satelliten Marcopolo 1 und Marcopolo 2 waren zwei Fernsehsatelliten für den Fernsehdirektempfang. Sie nutzten die auf der Funkverwaltungskonferenz WARC-77 dem Vereinigten Königreich für seine Rundfunksatelliten zugeteilten fünf Frequenzen, für je ein Fernsehprogramm oder mehrere Radioprogramme pro Frequenz, auf der Orbitalposition 31° West.

## Vorgeschichte
Für Rundfunksatelliten wurde auf der Funkverwaltungskonferenz WARC-77 die Vergabe des BSS-Bandes von 11,7–12,5 GHz beschlossen. Dieses war wiederum in ein unteres (11,7–12,1 GHz) und ein oberes Halbband (12,1–12,5 GHz) geteilt. Normalerweise bekam ein Staat, wie auch hier, seine fünf Frequenzen in einem Halbband zugeteilt. Weil das Vereinigte Königreich ein westeuropäischer Staat ist, wurden ihm zusammen mit vier anderen westeuropäischen Staaten (Irland, Island, Portugal, Spanien) auf der WARC-77 für seine Rundfunksatelliten auf der Orbitalposition 31° West die fünf Kanäle 4, 8, 12, 16 und 20 linksdrehend polarisiert zugeteilt. Damit waren nur 25 der auf dieser Orbitalposition zur Verfügung stehenden 40 Frequenzen von 27 MHz Bandbreite an europäische Staaten vergeben worden. Die 40 je 27 MHz breiten Frequenzen passten nur in den Bereich von 11,7–12,5 GHz, weil aufeinander folgende Kanäle entgegengesetzt polarisiert waren und so auf 19,18 MHz zusammenrücken konnten.

## Ausschreibung
Im Vereinigten Königreich wurden die direktstrahlenden Fernsehsatelliten nicht – wie in der Bundesrepublik Deutschland und Frankreich – im Auftrag des Staates gebaut und von den zuständigen Behörden betrieben, sondern es wurde eine Lizenz für den Betrieb von Satelliten auf den dem Vereinigten Königreich zugeteilten Frequenzen auf der Position 31° West von der zuständigen Independent Broadcasting Authority (IBA) ausgeschrieben. Eine Lizenzbedingung war der Einsatz der neuen Fernsehnorm D-MAC. Den Satelliten dagegen musste der Lizenznehmer selbst auswählen und kaufen.
Diese Ausschreibung erfolgte erst 1986–87 (während die TV-SAT- und TDF-Satelliten bereits seit 1979 entwickelt wurden) und wurde von British Satellite Broadcasting gewonnen. Ebenfalls beworben hatte sich Rupert Murdoch. Dieser startete daraufhin, noch vor der Inbetriebnahme der Marcopolo-Satelliten, sein Sky Television mit vier Programmen auf Astra 1A.

## Technische Beschreibung
Satellite Broadcasting bestellte bei Hughes (heute Boeing Defense, Space and Security) zwei auf dem bewährten spinstabilisierten Satellitenbus HS 376 basierende Satelliten. Diese waren deutlich kleiner und leichter als die auf dem Spacebus 300 basierenden TV-SAT, TDF und Tele-X. Jeder der beiden Satelliten hatte in der Startkonfiguration einen Durchmesser von 2,16 m und war 2,7 m hoch. In der geostationären Umlaufbahn, wenn die Antenne entfaltet war und der äußere zylindrische mit Solarzellen belegte Mantel nach unten gefahren war, waren die Satelliten 7,2 m hoch. Die Satelliten wogen beim Start ca. 1220 kg und zu Beginn in der geostationären Umlaufbahn ca. 660 kg.
Für Kurskorrekturen und Lageregelung hatte Marcopolo 2 220 Liter Hydrazin für die Korrekturtriebwerke an Bord. Als Apogäumsmotor verwendeten beide Satelliten ein Star-30BP-Feststofftriebwerk. Die Solarzellen der beiden Satelliten erzeugten zu Beginn der Lebenszeit ca. 1100 Watt. Die elliptische Sendeantenne war ausgefahren 2,54 m × 1,73 m groß und erzeugte einen Signalpegel von 59 dBW in der Ausleuchtzone. Durch das Parallelschalten zweier normaler Wanderfeldröhren mit 55 Watt Leistung konnten die Marcopolo-Satelliten mit der damals ungewöhnlich hohen Transponderleistung von 110 Watt senden. Dadurch konnte auch gewählt werden, ob ein Transponder mit 110 oder nur mit 55 Watt Sendeleistung arbeiten sollte. Die elektrische Leistung reichte jedoch nicht, um alle fünf Transponder mit voller Leistung zu betreiben, es konnten maximal drei Transponder auf einmal mit maximaler Sendeleistung eingesetzt werden. Um auch während der zweimal im Jahr auftretenden Eklipsen weiter senden zu können, entwickelte Hughes eine neue, sehr starke „Super Nickel-Cadmium Batterie“. Die Ausrichtgenauigkeit der Parabolantenne betrug 0,05°.
Der Hersteller Hughes war nicht nur für die Entwicklung und Fertigung der Satelliten zuständig, sondern erstmals auch für den Start (Marcopolo 1 war der erste rein kommerzielle Start einer US-Rakete) und die ersten Tests in der Umlaufbahn, bevor die Satelliten dem Betreiber übergeben wurden.

## Namen der Satelliten
Meistens werden die Satelliten als Marcopolo 1 und 2 bezeichnet. Im NSSDC Master Catalog sind die beiden Satelliten jedoch unter dem Namen BSB-R1 und BSB-R2 registriert. Boeing verwendet als Namen BSB oder Marcopolo. BSB schien ebenfalls die Bezeichnung Marcopolo zu verwenden. Daneben sind auch die Schreibweisen MarcoPolo und Marco Polo gebräuchlich.

## Betrieb bei BSB
Die beiden Satelliten starteten am 27. August 1989 bzw. am 17. August 1990 und wurden auf 31° West co-positioniert. Sie strahlten zusammen auf den fünf Kanälen Fernsehprogramme in der Fernsehnorm D-MAC aus, die mit 35-cm-Antennen auf den britischen Inseln empfangen werden konnten. Daneben vermarktete ein Schwesterunternehmen von BSB die vom Fernsehprogramm bei D-MAC nicht genutzte Bandbreite für Datenübertragungen.

## Ende von BSB und Verbleib der Satelliten
BSB verlor den Konkurrenzkampf mit Sky Television, das nicht in D-MAC, sondern PAL über Astra sendete, und wurde Ende 1991 von diesem übernommen. Die fusionierte Firma British Sky Broadcasting (BSkyB) sendete bis Anfang 1992 neben Astra fünf Programme parallel über die Marcopolo-Satelliten weiter. Dann wurden die Übertragungen beendet. Die Satelliten wurden an Telenor und Nordiska Satellitaktiebolaget verkauft.